# Rubén Capria
Rubén Oscar Capria Labiste (General Belgrano, 6 gennaio 1970) è un dirigente sportivo, allenatore di calcio ed ex calciatore argentino, di ruolo centrocampista, attuale direttore sportivo del Racing Club.